# Макхейл, Эвелин
Э́велин Фрэ́нсис Макхе́йл (англ. Evelyn Francis McHale; 20 сентября 1923, Беркли, Калифорния — 1 мая 1947, Нью-Йорк) — американская женщина-бухгалтер, 1 мая 1947 года совершившая самоубийство, спрыгнув со смотровой площадки небоскрёба Эмпайр-стейт-билдинг. Фотография тела Макхейл, сделанная спустя несколько минут после её смерти, в настоящее время считается одним из самых известных фотографических свидетельств самоубийства, заслужив эпитет «самое красивое самоубийство».

## Жизнь
Эвелин Макхейл родилась в Беркли (Калифорния) в семье Винсента и Хелен Макхейл, имевшей девять детей. Винсент Макхейл работал банковским ревизором. В 1930 году семья переехала в Вашингтон, позднее родители Эвелин развелись. После развода отец получил опеку над всеми детьми и переехал с ними в Такахо (англ. Tuckahoe, New York).
После окончания школы Эвелин записалась в Женскую вспомогательную службу вооружённых сил (англ. Women's Army Corps), после чего проходила службу в Джефферсон-Сити в штате Миссури.
После ухода со службы Эвелин переехала в Нью-Йорк, где устроилась бухгалтером в фирму Kitab Engraving Company, офис которой располагался на Перл-стрит. Позднее она познакомилась с будущим женихом Барри Родсом (англ. Barry Rhodes), студентом колледжа, уволенным из рядов ВВС сухопутных войск США.

### Смерть
30 апреля 1947 года Макхейл села на поезд из Нью-Йорка в Истон (Пенсильвания), намереваясь навестить жениха. На следующий день покинув дом Родса, Макхейл вернулась в Нью-Йорк. В Нью-Йорке Макхейл поднялась на 86-й этаж небоскрёба Эмпайр-стейт-билдинг и спрыгнула с находящейся там смотровой площадки.
Родс перед отъездом Макхейл в Нью-Йорк не заметил в её поведении никаких намёков на самоубийство. На смотровой площадке детектив Френк Мюррей нашёл чёрный бумажник, лежавший рядом с аккуратно сложенным пальто. В бумажнике находилась предсмертная записка Макхейл:

Не хочу, чтобы кто-нибудь из семьи или посторонних видел мои останки. Не могли бы вы кремировать моё тело? Прошу вас и членов моей семьи — не устраивайте по мне похоронную службу или поминки. Мой жених попросил выйти за него замуж в июне. Не думаю, что смогла бы стать хорошей женой для кого-либо. Ему будет лучше без меня. Скажите отцу, что во мне слишком много от матери.
Оригинальный текст (англ.)I don't want anyone in or out of my family to see any part of me. Could you destroy my body by cremation? I beg of you and my family – don't have any service for me or remembrance for me. My fiance asked me to marry him in June. I don't think I would make a good wife for anybody. He is much better off without me. Tell my father, I have too many of my mother's tendencies.

Вероятной причиной самоубийства стал пережитый в детстве развод родителей и страх повторения подобного в собственной семейной жизни. Тело Макхейл было опознано её сестрой Хелен Бреннер. Согласно последней воле Макхейл её останки были кремированы без проведения поминальной службы. Барри Родс умер в Мелборне, штат Флорида, 9 октября 2007 года в возрасте 86 лет. Он никогда не был женат.